# Rundohr-Röhrennasenfledermaus
Die Rundohr-Röhrennasenfledermaus (Murina cyclotis) ist eine Fledermausart der Gattung Murina. Sie kommt in Asien von Zentralchina und Sri Lanka über die Festlandregionen von Südostasien bis auf die Philippinen vor.

## Merkmale
Die Rundohr-Röhrennasenfledermaus ist eine kleine Fledermausart und erreicht eine Kopf-Rumpf-Länge von etwa 38 bis 50 Millimetern und eine Schwanzlänge etwa 32 bis 42 Millimetern. Die Hinterfüße sind 7 bis 10 Millimeter lang. Die Ohren sind fast rund und die Breite entspricht etwa der Länge von 12 bis 15 Millimeter, der Tragus ist fadenförmig. Die Rückenhaare sind an der Basis dunkelgrau und an der Spitze rauchgrau. Die Bauchseite ist hellbraun. Die Unterarmlänge beträgt 30 bis 35 Millimeter, die Handflughäute setzen am Ansatz der Zehen an. Die Schwanzflughaut (Uropatagium) sowie die Außenseite der Hinterfüße sind behaart und die Schwanzspitze liegt frei. Die Nasengänge sind gattungstypisch röhrenartig verlängert.
| 2 | · | 1 | · | 2 | · | 3 | = 34 |
| 3 | · | 1 | · | 2 | · | 3 | = 34 |

Wie andere Murina-Arten besitzen die Tiere jeweils zwei Schneidezähne (Incisivi), einen Eckzahn (Caninus), zwei Vorbackenzähne (Praemolares) und drei Backenzähne (Molares) in einer Oberkieferhälfte. Im Unterkiefer ist ein Schneidezahn pro Kieferhälfte mehr vorhanden, insgesamt besitzen sie entsprechend 34 Zähne. Der vordere Prämolar des Oberkiefers (P2) ist etwas kleiner als der hintere (P4).

## Verbreitung
Die Rundohr-Röhrennasenfledermaus ist über weite Teile Süd-, Ost- und Südostasiens verbreitet. Sie kommt vom südlichen Zentralchina, dem westlichen Nepal und Indien über Sri Lanka und Myanmar und den größten Teil des Festlands von Südostasien bis auf die Inseln der Philippinen und Indonesiens vor. In China ist die Art in Jiangxi sowie auf Hainan nachgewiesen. In Indien ist sie in Andhra Pradesh, Meghalaya, Mizoram, Sikkim, Tamil Nadu und Westbengalen sowie auf den Nikobaren anzutreffen. Dabei wurde sie auf den Nikobaren von den Inseln Groß Nikobar, Trinket, Nancowrie, Kamorta, Tillangchong, Katchal, Bompuka und Teressa dokumentiert. In Südostasien kommt sie in Thailand, Laos, Kambodscha, Vietnam und Malaysia vor, vor dort zieht sich das Verbreitungsgebiet über Bali und Borneo bis auf die philippinischen Inseln Biliran, Camiguin, Catanduanes, Luzon, Mindanao, Samar, Negros, Panay, Sibuyan und Siqujor. Die Höhenverbreitung in Südasien reicht von etwa 250 bis 1500 Meter.

## Lebensweise
Die Lebensräume der Rundohr-Röhrennasenfledermaus vor allem Sekundärwaldgebiete sowie landwirtschaftlich genutzte Flächen und Plantagen. Wie andere Fledermäuse ist sie nachtaktiv und lebt vor allem von Insekten, die sie im Flug erbeuten. Sie fliegen nahe am Boden und fliegen sehr geschickt durch die Vegetation. Die Tiere rasten und verstecken sich vor allem im Blätterdach der Vegetation, wo sie aufgrund ihrer Färbung gut getarnt sind. In Südasien leben sie unter anderem in Kardamom-Plantagen und ruhen an den Blattstängeln der Pflanzen. Dabei bilden sie kleine Gruppen von zwei bis fünf Tieren. Daneben wurden sie teilweise auch in kleineren Höhlen, Tunneln und Felsspalten gefunden.

## Systematik
Die Rundohr-Röhrennasenfledermaus wird als eigenständige Art der Gattung Murina zugeordnet. Die wissenschaftliche Erstbeschreibung stammt von dem Zoologen George Edward Dobson, der die Art im Jahr 1872 anhand von Individuen aus der Region Darjeeling in Indien beschrieb. Der Typus wurde ihm gemeinsam mit weiteren Fledermäusen aus dem nordwestlichen von Captain W.G. Murray zugesendet.
Innerhalb der Art werden neben mit Nominatform drei Unterarten unterschieden:
- Murina cyclotis cyclotis Dobson 1872, Nominatform
- Murina cyclotis eileenae Phillips, 1932
- Murina cyclotis peninsularis Hill, 1964

Es ist nicht klar, ob es sich bei der Art um eine einzelne Art oder einen Artenkomplex aus mindestens zwei Arten handelt.

## Gefährdung und Schutz
Die Art wird von der International Union for Conservation of Nature and Natural Resources (IUCN) aufgrund des großen Verbreitungsgebietes und des häufigen Vorkommens als nicht gefährdet (least concern) eingestuft. Bestandsgefährdende Risiken für die Art sind nicht bekannt, es ist jedoch möglich, dass von der Entwaldung eine Bedrohung für regionale Bestände ausgeht. Allerdings sind die Tiere sehr anpassungsfähig und sie leben auch in landwirtschaftlich geprägten Gebieten.

## Belege
1. 1 2 3 4 5 6 7  Don E. Wilson: Round-Eared Tube-Nosed Bat. In: Andrew T. Smith, Yan Xie: A Guide to the Mammals of China. Princeton University Press, 2008; S. 384, ISBN 978-0-691-09984-2.
2. ↑  Don E. Wilson: Murina. In: Andrew T. Smith, Yan Xie: A Guide to the Mammals of China. Princeton University Press, 2008; S. 383 ff. ISBN 978-0-691-09984-2.
3. 1 2 3 4 5 6 7 8  Murina cyclotis in der Roten Liste gefährdeter Arten der IUCN 2017-3. Eingestellt von: P. Bates, C. Francis, G. Rosell-Ambal, B. Tabaranza, L. Heaney, S. Molur, C. Srinivasulu, 2008. Abgerufen am 12. März 2018.
4. 1 2  George Edward Dobson: Notes on some bats collected by Captain W.G. Murray, in the North-Western Himalaya, with description of new species. Proceedings of the Asiatic Society of Bengal, 1872; S. 2010. (Digitalisat)
5. 1 2  Don E. Wilson & DeeAnn M. Reeder (Hrsg.): Murina (Murina) cyclotis in Mammal Species of the World. A Taxonomic and Geographic Reference (3rd ed).